# Volksfedajin-Guerilla Iran

Logo der Volksfedajin-Guerilla

Die Volksfedajin-Guerilla Iran (persisch چريک‌های فدایی خلق ایران Tscherik-hayeh Fadaeyeh Chalgheh Iran, IPFG) ist eine marxistisch-leninistische Guerilla-Organisation im Iran. 

## Geschichte
Die Gruppe wurde 1979 gegründet, nachdem Ashraf Dehghani, eine der bekanntesten Kommunistinnen des Irans, die Organisation der Volksfedajin-Guerilla Iran (OIPFG) verlassen hatte. Aschraf Deghani warf der OFPG vor, sich vom bewaffneten Kampf distanziert zu haben. 
Nach der Islamischen Revolution 1979 spalteten sich die Volksfedajin in 19 kleinere Gruppen auf; die größten Gruppen sind die Organisation der Fedajin (aghaliat) und die Organisation der Volksfedajin Iran (Mehrheit) (OVFI (M) - aksariat), wobei die Mehrheit sich vom bewaffneten Kampf distanziert hat und zum Reformismus tendiert, während die Minderheit immer noch revolutionäre Ziele verfolgt.